# Cortinarius

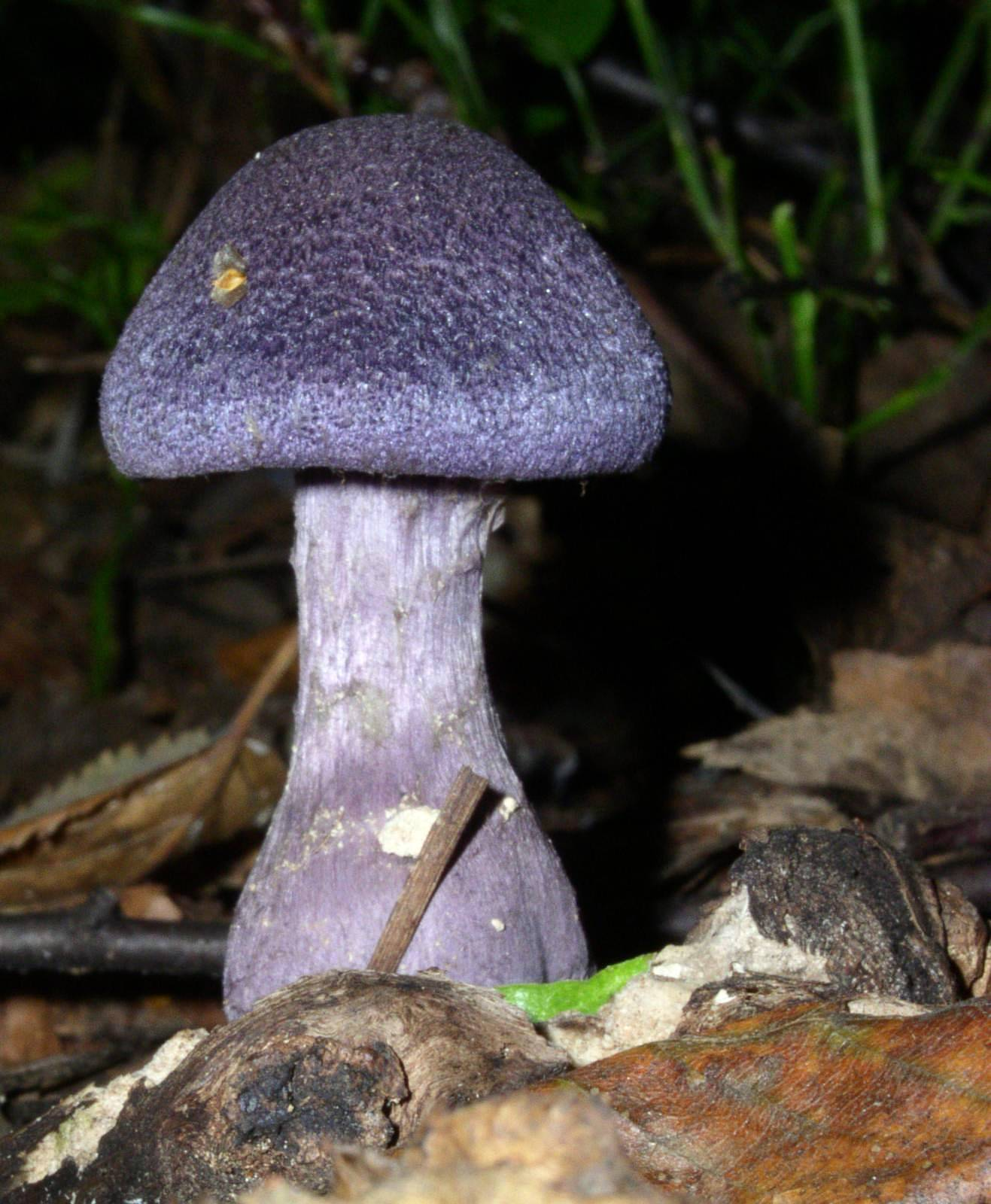
C. violaceus

Cortinarius és un gènere de bolets. És el gènere amb més espècies dins els agaricals i té una distribució cosmopolita. Una característica comuna en totes les espècies de Cortinarius és que els espècimens joves tenen una cortina (vel) entre el capell (pileu) i la tija (estípit), per això reben el seu nom genèric. Per la seva perillosa toxicitat d'algunes de les espècies (com Cortinarius orellanus) i el fet que és difícil distingir entre les espècies no es recomana consumir-los 

## Algunes espècies
L'espècie tipus és Cortinarius violaceus, altres són:
- Cortinarius austrovenetus - sinònim: Dermocybe austroveneta viu a Austràlia dins del subgènere Dermocybe.
- Cortinarius orellanus i C. rubellus són verinosos mortals que es troben a Europa i Amèrica del Nord.

- Cortinarius anomalus
- Cortinarius anthracinus
- Cortinarius armillatus
- Cortinarius camphoratus
- Cortinarius cinnabarinus
- Cortinarius cinnamomeus
- Cortinarius collinitus
- Cortinarius cumatilis
- Cortinarius glaucopus
- Cortinarius largus
- Cortinarius rufoolivaceus
- Cortinarius semisanguineus
- Cortinarius salor
- Cortinarius speciosissimus
- Cortinarius trivialis
- Cortinarius variecolor